# Slobodan Lalić
Slobodan Lalić (in serbo Слободан Лалић?; Kula, 18 febbraio 1992) è un calciatore serbo, difensore del Garching.

## Carriera
Ha giocato nella massima serie dei campionati serbo, armeno e bosniaco.